# Cumberland (Wisconsin)
Cumberland è una città degli Stati Uniti d'America, situata in Wisconsin, nella Contea di Barron.